# 初恋限定。
《初恋限定。》（日語：初恋限定。（ハツコイリミテッド））是河下水希創作的校园爱情喜剧題材日本漫画。自2007年44号到2008年26號在《週刊少年Jump》连载，單行本全4冊。BS11於2009年4月至6月播放12集電視動畫。

## 概要
这部漫画是以各种各样女孩的初恋故事为背景而展开的小故事。

## 登場人物

### 初中女生
全體人員是開始連載當時雪之下中學2年級學生，其後在作品中升級。
有原 步（声优：伊濑茉莉也）
夢想著可以被王子般的男性告白且公主抱的可愛少女。有著跟外貌不相襯的力氣，與家中的兄長關係不佳，跟別所兄妹成反比。起初被衛的哥哥操給表白，但過於害怕因而拒絕。於學校昏倒的時候被衛給公主抱到保健室而開始產生單相思，只要跟衛產生關係的事情都會被誘惑住。
一腳就踢倒體型魁梧的操（主因是看到小褲褲）。
別所 小宵（声优：丰崎爱生）
雙馬尾的重度兄控美少女，每天幻想著可以跟親哥哥良彥有著新婚夫妻一樣的生活，做愛妻便當、早安吻皆是家常便飯。廚藝方面不輸餐廳，但做出來的料理都過度奢華常遭到良彥的斥責，卻從來沒想過要反省這樣會造成家裡的經濟負擔。起初視岬為情敵卻得知對方暗戀別人感到高興，卻覺得間接被拒絕的良彥很可憐。
千倉 名央（声优：藤村步）
溫和、有同情心、誠實的少女。是曾我部喜歡的對象。但是，當她遇見美術社的畢業生連城由紀人時，就開始被他吸引。在單行本第4冊後提及原設定為有錢人，但因編輯反對而放棄設定。
土橋 理香（声优：寿美菜子）
擁有褐色的皮膚，萬能運動神經的少女。網球社員。是寺井喜歡的對象。
江之本 慧（声优：伊藤静）
金色長髮的美少女，有著跟姐姐夕成反比的成熟身材，平常打扮都捆紮頭髮。對男人的要求非常高，自稱是外貌協會。所屬手工藝部，擅長裁縫。曾經被年銷售額十三億日元的富有男性求婚過，卻認為對方會對14歲的少女求婚是個戀童癖因而強烈拒絕。雖然經常與楠田鬥嘴批評對方長相卻在無意中被他的優點給吸引住。
不動宮 堇（声优：川澄綾子）
戲劇社社長。是在時髦眼鏡上掛短項鍊、超長頭髮等獨特的流行感覺的人。

### 初中男生
全體人員是開始連載當時雪之下中學2年級學生，其後在作品中升級。
財津 衛（声优：入野自由）
樣貌可愛清純的美少男，夢想有日成為急救隊員。與兄長操是個完全反比的存在。起初因為善意的舉動造成步對他一見鍾情，卻因為看到步曾經一腳就把哥哥操給一擊踢倒而產生恐懼感。暗戀鄰居家的姐姐岬，認為自己被岬當成親弟弟看待遲遲不敢告白。
楠田 悅（声优：浅沼晋太郎）
外貌嬌小極度開朗的好色男子，與衛是死黨關係。只要是跟女性扯上關係的事情就會變的異常的積極，雖然大多時間看起來都沒什麼正經樣，緊要關頭的時候也會變成一個靠得住的人。暗戀經常鬥嘴的對象慧，雖然表面上雙方互動看似糟糕，卻還是會在慧無助的時候幫助她。
曾我部 弘之（声优：樱井孝宏）
妄想、很容易誤會他人的男子，對自己有絕對性的自信，認定自己是纖細且充滿感性的人。不在乎女性的身材外貌，喜歡溫柔的女孩子。在走廊上與同班的千倉意外相撞，對於千倉幫他找回眼鏡並帶上的過程中意外喜歡上對方。然而由於連城由紀人的出現而喪失自信。
寺井春人（声优：冈本信彦）
網球社員，戴眼鏡。自從喜歡土橋後，對網球更努力。

### 高中女生
除了久間菜之花是作品中插班的1年級學生外，其他人員開始連載當時是水仙寺高中1年，其後在作品中升級至2年。
山本 岬（声优：田中理惠）
有著對高中生來說不合理的身材以及美貌，常常讓週遭的人被他給吸引住，卻認為戀愛事件非常麻煩的事情因此完全不去理會也沒察覺。某日被有二的特殊舉動給吸引住而喜歡上對方，日後開始經常想辦法增加跟有二的關係。
渡瀨 惠琉（声优：白石凉子）
擔任游泳社的經理。曾經是奧林匹克運動會的游泳選手後補，初三時因為自己的巨乳在穿泳衣的時候經常被人當成目光焦點，因此不再繼續游泳。會刻意穿比較小的胸罩來掩飾。初戀對象為武居，從小就上同一所游泳學校，因此被要求他參加游泳社的武居給成天追著跑也沒辦法感到很厭惡。之後游泳社面臨廢社危機的時候接受武居之前說的挑戰比賽游泳，獲勝以後參加游泳社成為經理嚴格教導成員。升2年級後成正式社員也開始游泳。
江之本 夕（声优：佐藤聪美）
金色長髮的幼顏少女，有著跟妹妹慧截然不同的嬌小體格。經常有孩童般的姿容和童心未泯的性格。認識許多不同類型的男性友人。
久間 菜之花（声优：矢作紗友里）
自認渡瀨惠琉對對手後，入學水仙寺高中。外表像小學生，但實力很強。

### 高中男生
除了武居和連城，其他人員開始連載當時是1年，其後在作品中升級至2年。（武居升到3年，連城畢業）除了財津、連城以外，其他人員是水仙寺高中的學生。
財津 操（声优：乃村健次）
財津衛的哥哥，與弟弟的性格、體型完全不同，意外的細心，會把母親沒折好的衣物重新再折，喜愛小動物，但因為外貌而使小動物不敢接近，一般人看不出是兩兄弟，步一開始也不知操是衛的哥哥。與山本岬是青梅竹馬。對暗戀的步表白過卻尚未得到答覆，直到至今都還在向跟蹤狂一樣尾隨在步的後面保護她上下學。
有原 有二（声优：吉野裕行）
步的哥哥，是一名過度保護妹妹的妹控。因為誤會自己妹妹被男性給的棒棒糖迷惑住的樣子，卻不知道那是衛給步的謝禮導致的關係，在學校無聊試驗看看用了奇怪的方法把糖果放進岬的嘴裡，此舉動造成岬開始注意著有二，某事件過後，越來越在意山本，於單行本第四冊表自己的心意。
別所 良彦（声优：日野聪）
小宵的哥哥。對於妹妹的過度戀兄舉動感到煩惱，每次妹妹做豪華的料理，都會斥責妹妹不反省浪費家庭經濟。曾被暗戀的對象岬給約出來過，卻得知對方喜歡上有二受到嚴重打擊，但還是重整精神振作起來。
千倉 一真
千倉名央的哥哥，是一名俊男。與有原、別所等朋友相同班級。在單行本第4冊後交代主劇情已經完結，但其實只於少部份時間出現。
上村
志願是漫畫家的少年。即使自覺有稍微自我意識過剩。喜歡江之本夕。
武居 源五郎（声优：中井和哉）
充滿豪俠氣概、熱愛游泳、喜歡泳衣的熱血笨蛋男子。是渡瀨惠琉的初戀（單戀）的對象，在高中成立了游泳社，以異常的方式要求惠琉加入游泳社。經常穿著泳衣行動常被岬等人給當成變態。由於對游泳有關的事情極度熱愛，是惠琉認為可以正常面對的人，才讓惠琉決心加入游泳社。
連城 由紀人（声优：石田彰）
名校開帝高中的3年級生。雪之下中學美術部的OB，是畫了令千倉名央憧憬圖畫的人。藉著畢業後春假重返美術部，但這只是秘密地承擔苦惱的路線。最後出國幫助貧窮國家之人民，同時與不同國家之孩童一起繪畫。

## 單行本
| 卷數 | 集英社       | 集英社                 | 文化傳信       | 文化傳信               | 東立出版      | 東立出版               |
| ---- | ------------ | ---------------------- | -------------- | ---------------------- | ------------- | ---------------------- |
| 1    | 2008年2月4日 | ISBN 978-4-08-874482-7 | 2008年8月12日  | ISBN 978-962-8965-37-3 | 2009年4月27日 | ISBN 978-986-10-3425-6 |
| 2    | 2008年5月2日 | ISBN 978-4-08-874515-2 | 2008年9月25日  | ISBN 978-988-8007-64-6 | 2009年4月27日 | ISBN 978-986-10-3426-3 |
| 3    | 2008年7月4日 | ISBN 978-4-08-874545-9 | 2008年10月22日 | ISBN 978-988-8007-87-5 | 2009年5月12日 | ISBN 978-986-10-3427-0 |
| 4    | 2008年9月4日 | ISBN 978-4-08-874568-8 | 2008年12月19日 | ISBN 978-988-8008-26-1 | 2009年5月12日 | ISBN 978-986-10-3428-7 |

## 備註
- 在每本單行本的故事後，皆有初恋限定。番外篇限定少女。。
- 由於連載話數過少及內容過短，在單行本4中加入了連載時未曾出現的新繪畫面。另外，為了令單行本的頁數足夠，在單行本4中更加入了初恋限定。短篇作品女子組溫泉旅行及新繪內頁，由於短篇內容過火，港版限制18歲以上人士購買。

## 广播剧CD
2009年2月16日发售。

## 小說
由平林佐和子撰寫、河下水希繪製插畫的小說《初戀限定。冬季寫真》於2009年3月23日發售，由集英社JUMP jBOOKS出版。繁體中文版由東立出版社發售（2010年1月）。

## 電視動畫

### 初戀限定。
于2009年4月春季播出。

#### 工作人員
- 監督 - 山川吉樹
- 故事構成・劇本 - 國澤真理子
- 人物設計 - 下谷智之
- 音響監督 - 明田川仁
- 動畫制作 - J.C.STAFF

#### 各話標題
| 話數 | 標題                     | 分鏡     | 演出     | 作畫監督                   | 總作畫監督          |
| ---- | ------------------------ | -------- | -------- | -------------------------- | ------------------- |
| 1    | 少女A與野獸Z             | 山川吉樹 | 神保昌登 | 島村秀一                   | 下谷智之            |
| 2    | 鄰家的山本               | 山川吉樹 | 橋本敏一 | 井島圭子 加藤万由子        | 山川宏治            |
| 3    | 搖擺的不平衡             | 山川吉樹 | 太田知章 | 山田真也                   | 下谷智之 長谷川眞也 |
| 4    | 比世界上的任何人都喜歡的 | 大畑清隆 | 高島大輔 | 佐野惠一                   | 山川宏治            |
| 5    | 彷徨的跳水               | 高田耕一 | 岸川寬良 | 杉藤小百合 重国勇二        | 長谷川眞也          |
| 6    | 下雪之前                 | 山川吉樹 | 佐藤光   | 加藤万由子 鷲田敏弥        | 山川宏治            |
| 7    | 來接吻吧                 | 高田耕一 | 神保昌登 | 中山由美                   | 下谷智之            |
| 8    | 巧克力炸彈的憂鬱         | 鈴木洋平 | 鈴木洋平 | 井本由紀                   | 山川宏治            |
| 9    | 那回憶中有盛開的         | 山川吉樹 | 橋本敏一 | 佐野惠一                   | 下谷智之            |
| 10   | 河童加油!                | 大畑清隆 | 布施康之 | 山田真也 清水勝祐          | 山川宏治            |
| 11   | 少年們的逃避之旅         | 高田耕一 | 高島大輔 | 井島圭子 中山由美          | 山川宏治            |
| 12   | 初恋限定。               | 山川吉樹 | 山川吉樹 | 下谷智之 中山由美 佐野惠一 | 下谷智之            |

#### 主題歌
片头曲「Future Stream」
作詞：畑亞貴；作、編曲：山口朗彦；歌：sphere
片尾曲「初恋 limited」
作詞：micco；作、編曲：菊池達也；歌：marble
第6話片尾曲
作詞：micco；作、編曲：菊池達也；歌：marble
第9話片尾曲
作詞：micco；作、編曲：菊池達也；歌：marble

#### 播放電視台
| 放送地域 | 放送局        | 放送期間                | 放送日時          | 放送系列 | 備考           |
| -------- | ------------- | ----------------------- | ----------------- | -------- | -------------- |
| 全国     | BS11          | 2009年4月11日 - 6月27日 | 星期六 24時00分 - | BS放送   | 『ANIME+』範圍 |
| 全国     | BANDAI CHANNE | 2009年4月13日 - 6月29日 | 星期一 24時00分 - | 網路電視 |                |
| 全国     | Kids Station  | 2009年7月16日 -10月1日  | 星期四 24時00分 - | CS放送   |                |

### 限定少女。
DVD和BD收錄的映像特典，內容是原作短編「限定少女。」。入面加插了動畫未登場的安藤素雅子。
| 話数 | 脚本       | 分鏡     | 演出     | 作画監督               | 總作画監督 |
| ---- | ---------- | -------- | -------- | ---------------------- | ---------- |
| 1    | 國澤真理子 | 高田耕一 | 山川吉樹 | 長谷川眞也             | 下谷智之   |
| 2    | 國澤真理子 | 高田耕一 | 山川吉樹 | 長谷川眞也・井嶋けい子 | 下谷智之   |
| 3 4  | 國澤真理子 | 高田耕一 | 山川吉樹 | 佐野恵一               | 下谷智之   |
| 5    | 國澤真理子 | 高田耕一 | 山川吉樹 | 國澤真理子             | 下谷智之   |
| 6    | 國澤真理子 | 高田耕一 | 山川吉樹 | 國澤真理子             | 下谷智之   |

片尾曲「初恋 limited」
歌：marble、作詞：micco、作・編曲：菊池達也